# P-7 (航空機)

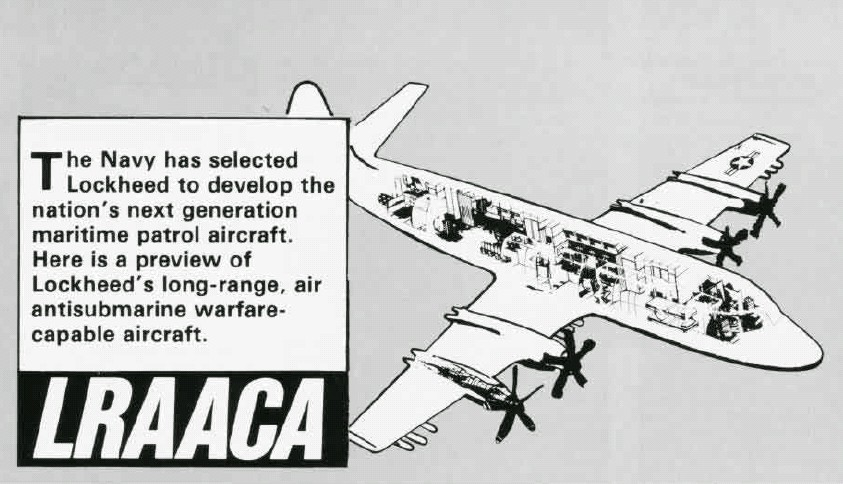
P-7

P-7はアメリカ合衆国のロッキード社が開発していた対潜哨戒機。P-3Cの改良型であるが、開発費超過と冷戦の終結により、開発が中止された。実機は製造されていない。

## 概要
1980年代中頃において、アメリカ海軍はソ連の原子力潜水艦の脅威に対応し、P-3Cよりさらに長時間哨戒活動を行える機体を求めるようになった。ロッキード社は1986年頃には、すでにP-3Cの改良型であるP-3Gの開発を進めていた。
1988年にアメリカ海軍は新型長距離対潜哨戒機(Long Range Air Anti-Submarine warfare Capable Aircraft,LRAACA)の提案募集を行った。これにはボーイング757改造案、MD-91改造案などが出されたが、P-3G案が採用された。海軍は、これにP-7の名称を与え1989年1月より全規模開発を開始することとなった。
P-7はP-3Cの拡大改良型であり、ペイロード量の増大に伴い、主翼も拡大され、全幅も大きくなっている。尾部のMADブームは機外に突き出しておらず、その分、全長は短くなった。アビオニクス機器も近代化される。
P-7は1992年までに2機の試作機を製造することとなり、量産型は1994年から2001年にかけて125機の製造が計画された。開発費は6億ドルを目標に、最大7.5億ドルとする固定費制とされた。しかし、1989年11月にロッキードは開発が遅延し、試作機の初飛行が2年ほど遅れるのみならず、開発費が3億ドルは超過する見込みであることを発表した。この開発費超過に加え、冷戦が終結したこともあり、1990年7月に開発は中止された。開発機器の一部については、P-3Cの近代化改修の参考にされている。
イギリスのBAE ニムロッドMR2の後継機とする案もあったが、これも中止された。

## 要目（計画値）
- 全長：34.35m
- 全幅：32.49m
- 全高：10.04m
- 自重：42,627kg
- 全備重量：74,843kg
- 機関：ゼネラル・エレクトリック T407ターボプロップエンジン4基（6,000軸馬力）